# George Ashkar
Ten artykuł opisuje teorie, metody lub czynności niezgodne ze współczesną wiedzą medyczną.
George Ashkar (ur. 23 kwietnia 1931 w Bejrucie) – doktor fizyki (specjalność fizyka fal radiowych), podający się za osobę, która wynalazła m.in. terapię przeciwko nowotworowi. Działa m.in. w Polsce, Armenii i Azerbejdżanie.
Ashkar znany jest z opracowania kontrowersyjnej procedury rzekomego leczenia raka znanej pod nazwą metoda dr. George’a Ashkara lub NIA (ang. Neutral Infection Absorption). Metoda opiera się na wykorzystaniu czosnku i ciecierzycy i wymaga zrezygnowania z chemioterapii. Ashkar Studiował w latach 1952–1956 na Wydziale Fizyki Fal radiowych Państwowego Uniwersytetu w Erywaniu (ZSRR) i w 1956 (przez 6 miesięcy) i 1962-1965 na Uniwersytecie Łomonosowa w Moskwie (ZSRR), napisał książkę Pokonać raka raz na zawsze.

## Krytyka
Janusz Meder, prezes Polskiej Unii Onkologii, nazywa tę metodę „ciemnogrodem, kryminałem, zbrodnią” – ufający jej pacjenci zwlekają z podjęciem faktycznej terapii i gdy orientują się, ze metoda Ashkara nie działa, ich nowotwór ma już wiele przerzutów i szanse na walkę z nim stają się znikome. Rzekoma metoda Ashkara znana jest głównie w Polsce, a informacje jej dotyczące pochodzą z nierecenzowanych stron internetowych. Nie istnieje żadna literatura naukowa, która sugerowałaby skuteczność tej metody.
Ashkar wygłosił wykład na temat leczenia raka na Uniwersytecie Opolskim, w reakcji na to wystosowany został list protestacyjny naukowców pod przewodnictwem Tomasza Witkowskiego, przeciwnych promowaniu pseudonauki na terenie uniwersytetu. W rzeczywistości UO tylko odpłatnie wynajął salę Ashkarowi (przez Stowarzyszenie Profilaktyki Zdrowotnej w Opolu).